# نیکولاس گونزالس
نیکولاس گونزالس (اسپانیایی: Nicolás González‎؛ زاده ۶ آوریل ۱۹۹۸) بازیکن فوتبال اهل آرژانتین است که به صورت قرضی برای باشگاه یوونتوس بازی می‌کند.
وی همچنین در تیم‌های ملی فوتبال زیر ۲۳ سال آرژانتین و آرژانتین بازی کرده‌است.

وی در مسابقات کشوری و بین‌المللی در مجموع برنده ۱ مدال طلا شده‌است.